# Edremit, Van
Edremit là một huyện thuộc tỉnh Van, Thổ Nhĩ Kỳ. Huyện có diện tích 270 km² và dân số thời điểm năm 2007 là 24228 người, mật độ 90 người/km².